# Burn (álbum)
Burn —en español: quemar— es el octavo álbum de estudio de la banda británica de hard rock Deep Purple, grabado en Montreux, Suiza, en noviembre de 1973 con el estudio móvil de los Rolling Stones y publicado en febrero de 1974. Es el primer álbum de la banda con el vocalista David Coverdale y el bajista y vocalista Glenn Hughes, en sustitución de Ian Gillan y Roger Glover respectivamente. Con estas incorporaciones, el sonido de la banda evolucionó hacia el boogie, incorporando elementos del funk y el soul que se harían más patentes en el siguiente disco, Stormbringer. Fue uno de los primeros álbumes de la historia en ser anunciado por televisión.

## Lista de canciones
- Todas las canciones fueron compuestas por Ritchie Blackmore, Jon Lord, Ian Paice y David Coverdale, excepto "Mistreated", "Sail Away", "''A'' 200" y "Coronarias Redig".

### Edición original
1. "Burn" – 6:05
2. "Might Just Take Your Life" – 4:36
3. "Lay Down, Stay Down" – 4:15
4. "Sail Away" (Coverdale, Blackmore) – 5:48
5. "You Fool No One" – 4:47
6. "What's Goin' on Here" – 4:55
7. "Mistreated" (Coverdale, Blackmore)– 7:25
8. "''A'' 200" (Blackmore, Lord, Paice) – 3:51

### Edición 30.º aniversario
1. "Coronarias Redig" (remix de la cara-B del sencillo) (Blackmore, Lord, Paice) – 5:30
2. "Burn" (2004 remix) – 6:00
3. "Mistreated" (2004 remix) (Coverdale, Blackmore)– 7:28
4. "You Fool No One" (2004 remix) – 4:57
5. "Sail Away" (2004 remix) (Coverdale, Blackmore)– 5:37

El bajista Glenn Hughes participó en el proceso de composición del álbum pero no aparece en los créditos del mismo como tal debido a problemas contractuales. Sin embargo, en la edición de 2004 sí aparece como uno de los compositores de todas las canciones excepto "Sail Away" y "Mistreated".

## Músicos
- David Coverdale - Voz
- Ritchie Blackmore - Guitarra
- Jon Lord - Órgano, sintetizadores
- Glenn Hughes - Bajo, voz
- Ian Paice - Batería

- Datos: Q731833